# Никольское (Заводское сельское поселение)
Никольское — деревня в Вяземском районе Смоленской области России. Входит в состав Заводского сельского поселения. Население — 1 житель (2007 год).
Расположена в восточной части области в 23 км к югу от Вязьмы, в 11 км западнее автодороги Р132 Вязьма — Калуга — Тула — Рязань, на берегу реки Озёрная. В 7 км северо-восточнее деревни расположена железнодорожная станция Волоста-Пятница на линии Вязьма — Занозная.

## История
В годы Великой Отечественной войны деревня была оккупирована гитлеровскими войсками в октябре 1941 года, освобождена в марте 1943 года.